# Донга (река)
Донга е река, преминаваща през Нигерия и Камерун. Реката извира от югоизточна Нигерия, формира част от границата на страната с Мали. Влива се в по-голямата река Бенуе.
| Портал | Портал „Африка“ съдържа още много статии, свързани с Африка. Можете да се включите към Уикипроект „Африка“. |